# President på livstid
President på livstid är en officiell härskartitel i ett republikanskt statsskick. Andra snarlika titlar som även har förekommit är evig president. Titeln innebär att tidsgränsen för statschefens mandatperiod tas bort vilket möjliggör för statschefen, oftast presidenten, att sitta kvar på posten under resten av sitt liv utan att behöva ställa upp för omval. Genom att utnämna sig själv till president på livstid avser statschefen i fråga att uttryckligen undergräva det demokratiska systemet i landet och officiellt tillskriva sig omfattande diktatorisk och enväldig makt över landets styre och framhäva sin auktoritet på ett sätt som inte tillåts ifrågasättas eller kritiseras. Regelrätt opposition tillåts därför inte. Det är inte heller ovanligt att en president på livstid även anammar en personkult. De maktbefogenheter som en president på livstid åtnjuter påminner i många avseenden om dem hos en enväldig monark.
De flesta statschefer som utnämner sig till president på livstid brukar emellertid inte avlida på sin post utan avsätts ofta innan dess. Undantag finns dock i form av exempelvis José Gaspar Rodríguez de Francia, Alexandre Pétion, Rafael Carrera, Yuan Shikai, François Duvalier, Josip Broz Tito och Saparmurat Nijazov.

## Statschefer som utropats till presidenter på livstid
- Julius Caesar - Romerska republiken (45 f.Kr)
- Toussaint l'Ouverture - Saint-Domingue (1801)
- Napoleon Bonaparte - Frankrike (1802)
- Henri Christophe - Norra Haiti (1811)
- José Gaspar Rodríguez de Francia - Paraguay (1814)
- Alexandre Pétion - Södra Haiti (1816)
- Jean-Pierre Boyer - Haiti (1818)
- Antonio López de Santa Anna - Mexiko (1853)
- Rafael Carrera - Guatemala (1854)
- Yuan Shikai - Republiken Kina (1915)
- Sukarno - Indonesien (1963)
- Kwame Nkrumah - Ghana (1964)
- François "Papa Doc" Duvalier - Haiti (1964)
- Jean-Claude "Baby Doc" Duvalier - Haiti (1971)
- Hastings Banda - Malawi (1971)
- Jean-Bédel Bokassa - Centralafrikanska Republiken (1972)
- Francisco Macías Nguema - Ekvatorialguinea (1972)
- Josip Broz Tito - Jugoslavien (1974)[1]
- Habib Bourguiba - Tunisien (1975)
- Idi Amin - Uganda (1976)
- Lennox Sebe - Ciskei (1983)
- Saparmurat Nijazov - Turkmenistan (1999)

## Andra
Det finns även flera exempel på auktoritära presidenter med ett mångårigt maktinnehav så som: 
- Kim Il-sung (Nordkorea)
- Nicolae Ceaușescu (Rumänien)
- William Tubman (Liberia)
- Mobutu Sese Seko (Zaire)
- Teodoro Obiang (Ekvatorialguinea)
- Hafez al-Assad (Syrien)
- Ahmed Sékou Touré (Guinea)
- Suharto (Indonesien)
- Alfredo Stroessner (Paraguay)
- Maumoon Abdul Gayoom (Maldiverna)
- Fidel Castro (Kuba)
- Saddam Hussein (Irak)
- Islam Karimov (Uzbekistan).

Ovan nämnda kan de facto betraktas som presidenter på livstid då den status och de maktbefogenheter de har haft under hela eller delar av sin tid vid makten i allt väsentligt är likvärdiga med de hos en president på livstid. Skillnaden är dock att dessa dels inte har antagit titeln President på livstid och i en del fall låtit förnya sina presidentmandat genom regelbundna val i syfte att ge sitt styre demokratisk legitimitet. Som regel har de dock då använt sig av omfattande valfusk eller på annat sätt manipulerat valsystemet till sin fördel.